# クラウザー (オートバイ)
クラウザー（Michael Krauser Motorradtechnik und Touren GmbH ）はミヒャエル・クラウザー（Michael Krauser ）により創業され、ドイツのアウクスブルクに本社を置くオートバイとそれに関連する製品の製造企業である。

## 概要
オートバイ用トランク製造企業として知られるが、1980年代からオートバイとサイドカーも少数機種を少量生産している。

## 製品一覧

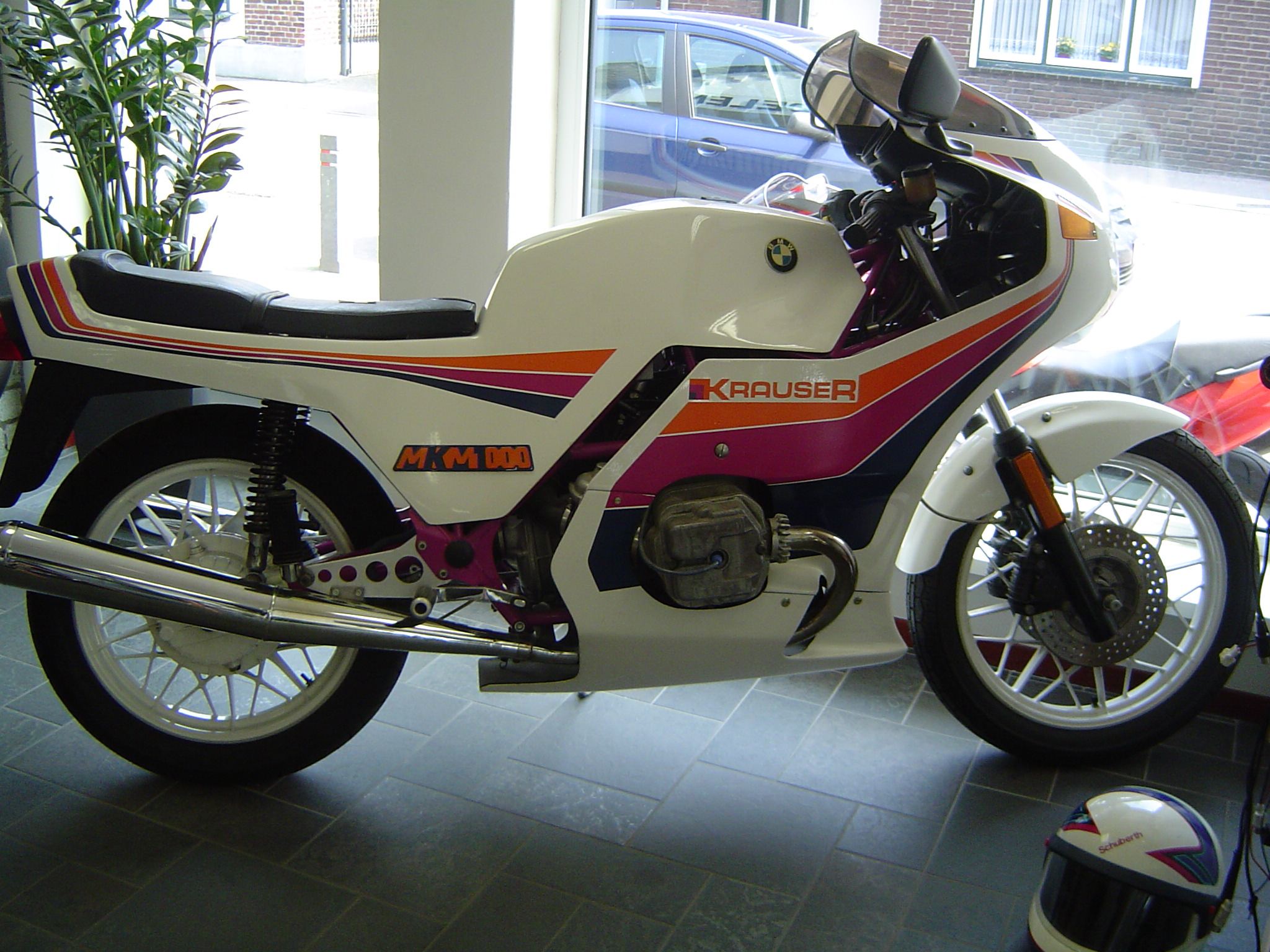
MKM1000

- MKM1000（1982年発売） - メッサーシュミットのフレームにBMW製空冷水平対向2気筒であるR100シリーズのエンジンを搭載したオートバイ。後期には4バルブシリンダーヘッド装備車も販売された。総生産台数300台程度で現在は生産終了している。
- クラウザー・ドマニ - 本車と側車を一体構造としたサイドカー。